# De Dolle Busrit
De Dolle Busrit is een attractie in het Belgische attractiepark Plopsaland Belgium en opende op 8 juli 2023 tijdens de Nacht van de Abonnees. Deze attractie ligt in het themagebied Circus Bumba. De attractie draait om de populaire tv-clown Bumba.
Bezoekers nemen plaats op een bank in de bus. Vervolgens sluiten ze de veiligheidsbeugel en het poortje.
Deze attractie is van het type Crazy Bus van de Italiaanse fabrikant Zamperla. Tijdens de rit gaat de bus door middel van de armen vooruit en achteruit.

## Trivia
- Op de oorspronkelijke plannen van Circus Bumba is er geen sprake van een Crazy Bus maar van een Mini Ferris Wheel van dezelfde bouwer. Deze attractie ging geplaatst worden waar zich nu de uitgang van Op Reis met Bumba bevindt. De plaats waar de Dolle Busrit nu staat was oorspronkelijk voorzien voor het ballenbad.[1]

Afbeeldingen